# Heinz Bräuer
Heinz Bräuer (* 16. September 1916 in Guben; † 31. Oktober 2007 in Eisenhüttenstadt) war ein evangelischer Theologe und Autor. Er war der erste Pfarrer der evangelischen Friedensgemeinde Eisenhüttenstadts (1953–1983), in seiner Amtszeit entstand das Gemeindezentrum Eisenhüttenstadt. 

## Werdegang
Heinz Bräuer wuchs als Sohn des Stadtinspektors Max Bräuer und seiner Ehefrau Hedwig, geb. Schade, in Fürstenwalde / Spree auf. Dort besuchte er die Grundschule und das humanistische Gymnasium bis zum Einjährigen. 
1934 erlernte er an der Oderbank in Fürstenwalde das Bankfach und war anschließend als Sparkassen-Angestellter tätig. 1938 kehrte er ans Gymnasium zurück und erlangte 1939 das Abitur. 
In den letzten Monaten des Jahres 1939 besuchte Bräuer die Lehrerbildungsanstalt in Frankfurt/Oder, das Grundstudium wurde kriegsbedingt abgebrochen. Anfang 1940 war er Student an der Hochschule für Musikerziehung und Kirchenmusik in Berlin-Charlottenburg.
Bräuer studierte von 1940 bis 1943 Theologie an der Friedrich-Wilhelm-Universität zu Berlin, sein Lehrvikariat absolvierte er in Fürstenwalde/Spree. Nach dem Hilfsdienstjahr hat er bis 31. Januar 1953 den Dienst in einer Pfarrstelle an der St. Marien Domgemeinde versehen. 
Mit dem 1. Februar 1953 wurde er vom Konsistorium Berlin-Brandenburg mit der geistlichen Versorgung der Christen in der neu entstandenen Wohnstadt des EKO, Fürstenberg/Oder, beauftragt. 
Seit der Bildung der Evangelischen Kirchengemeinde Stalinstadt am 1. April 1955 war Heinz Bräuer dort 30 Jahre Inhaber der 1. Pfarrstelle. 
Zum 1. Februar 1983 wurde er in den Ruhestand versetzt.
Am 7. Juli 1958 hatten Heinz Bräuer und Gertraud Pohle (verwitwet, Mädchenname Donat) geheiratet.

## Gemeindezentrum Eisenhüttenstadt

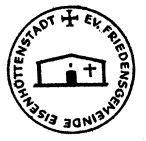
Siegel der Evangelischen Friedensgemeinde Eisenhüttenstadt (Jahr unbekannt)

Bräuer war von 1953 bis 1983 der erste Pfarrer in dieser von der DDR gegründeten Stadt und hatte mit vielen staatlich-politischen Widerständen zu kämpfen. Jahrzehntelang engagierte er sich unermüdlich für eine feste Stätte seiner evangelischen Gemeinde. 
Schließlich war es soweit: Die Grundsteinlegung zum evangelischen Gemeindezentrum am Rande der Ortschaft war am 12. November 1978, Architekt des Ziegelputzbaus war der Architekt Horst Göbel aus Berlin.
Am 31. Mai 1981 wurde das Gotteshaus von Bischof Albrecht Schönherr eingeweiht. Bis dahin standen für Gottesdienste nur ein Bauwagen und später eine Baracke zur Verfügung.

## Funktionen
Bräuer gehörte der Berlin-Brandenburgischen Provinzialsynode an, nach dem Mauerbau 1961 der Synode der Evangelischen Kirche Berlin-Brandenburg, Regionalynode Ost (1959–1972); dort wirkte er im Kollekten-, Konfirmations- und Raumordnungsausschuss mit. Er war Mitglied des Kreiskirchenrates des Kirchenkreises Guben von 1959 bis 1978.

## Ehrungen
- Der Pfarrer war Ehrenbürger von Eisenhüttenstadt.
- Bräuer erhielt Ende 1999 das Verdienstkreuz 1. Klasse der Bundesrepublik Deutschland.
- Im ehemaligen Fürstenberger Scheunenviertel gibt es ihm zu Ehren die Pfarrer-Bräuer-Straße.

## Schriften
- Festschrift zur Einweihung des Gemeindezentrums der Evangelischen Friedensgemeinde.  Verantwortlich für den Inhalt: Heinz Bräuer. Eisenhüttenstadt, Evangelische Friedensgemeinde 1981. 28 S. m. Abb.
- Die ersten drei Jahrzehnte der evangelischen Friedenskirchengemeinde Eisenhüttenstadt. Eisenhüttenstadt 1991, überarbeitete Auflage 2001 (online (Memento vom 19. Juli 2011 im Internet Archive) [PDF, 20 MB]).
- Wider das Vergessen. In memoriam Reinhard Gnettner, Pfarrer in Fürstenberg/Oder. Eisenhüttenstadt 1994.
- Haltestellen – Predigten und Reden zu besonderen Anlässen. Eisenhüttenstadt 1996. 144 S.

## Veröffentlichungen über Heinz Bräuer
- Evelyn Reich: Wohin Gott mich stellt, da ist mein Platz. Pfarrer Heinz Bräuer, ein Mann, der den Glauben lebt. In: Kreiskalender Oder-Spree 1998, S. 84–89 m. Abb.
- Pfarrer Heinz Bräuer. Eisenhüttenstadt. TV-Dokumentation, Regie Uta Kolano, Länge 67:20 Minuten, Zeitzeugen TV Film-& Fernsehproduktion GmbH, 1997[2]